# Tomocichla asfraci
Tomocichla asfraci és una espècie de peix de la família dels cíclids i de l'ordre dels perciformes.

## Morfologia
- Els mascles poden assolir 25 cm de longitud total.[4][5]

## Hàbitat
És una espècie de clima tropical.

## Distribució geogràfica
Es troba al vessant atlàntic de Centreamèrica: conca de la Laguna de Chiriqui (riu Guarumo, Panamà).